# عبدالله بن عمیر بن حباب الکلبی
عبدالله بن عمیر بن حباب الکلبی از یاران حسین بن علی بود که در روز عاشورا در کربلا کشته شد.

## زندگی
وی در کوفه نزدیک بئرالجعده که در قبیله هَمدان است منزل داشت و همسرش از قبیله بنی نمرین قاسط بود.

## در جریان واقعه عاشورا
وی با مشاهده لشکر عمر سعد و آگاهی از قصد آنها برای نبرد با حسین بن علی، تصمیم به یاری وی گرفت. وقتی این تصمیم را با همسرش در میان گذاشت؛ همسرش نیز با وی همراه شد. آن دو شبانه کوفه را ترک کردند و شب هشتم محرم به کربلا رسیدند.
روز عاشورا عمر سعد اولین کسی بود که به طرف خیمه حسین بن علی تیر انداخت و یسار آزاد کرده پدر ابن زیاد؛ اولین کسی بود که پا به میدان گذاشت و حریف طلبید. عبدالله عازم نبرد با یسار شد و یسار را کشت.
در این هنگام همسرش ستون خیمه را به دست گرفت و به طرف عبدالله آمد. عبدالله وقتی دید که توانایی متقاعد کردن همسرش برای بازگشت به خیام حرم را ندارد از حسین بن علی کمک خواست.
زن وقتی از حسین بن علی شنید که جهاد بر زنان واجب نیست امر وی را اطاعت کرد و به خیمه‌ها بازگشت.

## درگذشت
عبدالله در روز عاشورا در جنگ کشته شد. همسرش به بالین وی شتافت. شمر با مشاهده این صحنه به غلام خود دستور داد زن را بکشد. غلام با عمودی که به سر زن زد؛ او را از پا درآورد.
کتاب نامیرا برداشتی آزاد از زندگی وی است.